# Hollyn
Hollyn, pseudonimo di Holly Marie Miller (Waverly, 3 gennaio 1997), è un cantante e cantautrice statunitense.
Canta musica cristiana. Ha pubblicato due album, entrambi con la Gotee Records.

## Discografia

### Album
- 2015 – Hollyn
- 2017 – One-way Conversation